# 泉佐野市立日根野小学校
泉佐野市立日根野小学校（いずみさのしりつひねの しょうがっこう）は、大阪府泉佐野市にある公立小学校である。

## 沿革
- 1872年5月 - 堺県泉の国22区郷学校（日根野郷学）として、日根野村に開校[1]。
- 1900年 - 大阪府泉南郡日根野尋常高等小学校と称する。
- 1934年9月 - 室戸台風で校舎被災。
- 1941年 - 国民学校令の施行により、泉南郡日根野国民学校と称する。
- 1947年 - 学制改革により、日根野村立小学校に改称。
- 1954年4月 - 日根野村の泉佐野市への編入合併により、泉佐野市立日根野小学校に改称。

## 交通
- JR阪和線日根野駅 南へ約1.3km
- 南海ウイングバス 中筋バス停。